# Holmbergiana
Genre
Synonymes
- Simplicibunus Ringuelet, 1953

Holmbergiana est un genre d'opilions eupnois de la famille des Sclerosomatidae.

## Distribution
Les espèces de ce genre se rencontrent en Amérique du Sud.

## Liste des espèces
Selon World Catalogue of Opiliones (11/05/2021) :
- Holmbergiana orientalis Ringuelet, 1963
- Holmbergiana tibialis Ringuelet, 1959
- Holmbergiana uruguayensis (Ringuelet, 1963)
- Holmbergiana weyenberghii (Holmberg, 1876)

## Étymologie
Ce genre est nommé en l'honneur d'Eduardo Ladislao Holmberg.

## Publication originale
- Mello-Leitão, 1931 : « Nota sobre arachnideos argentinos. III. Opiliões novos ou críticos. IV. Aranhas novas. » Annaes da Academia Brasileira de Sciencias, vol. 3, p. 83–97.